# Канада на летних Олимпийских играх 1912

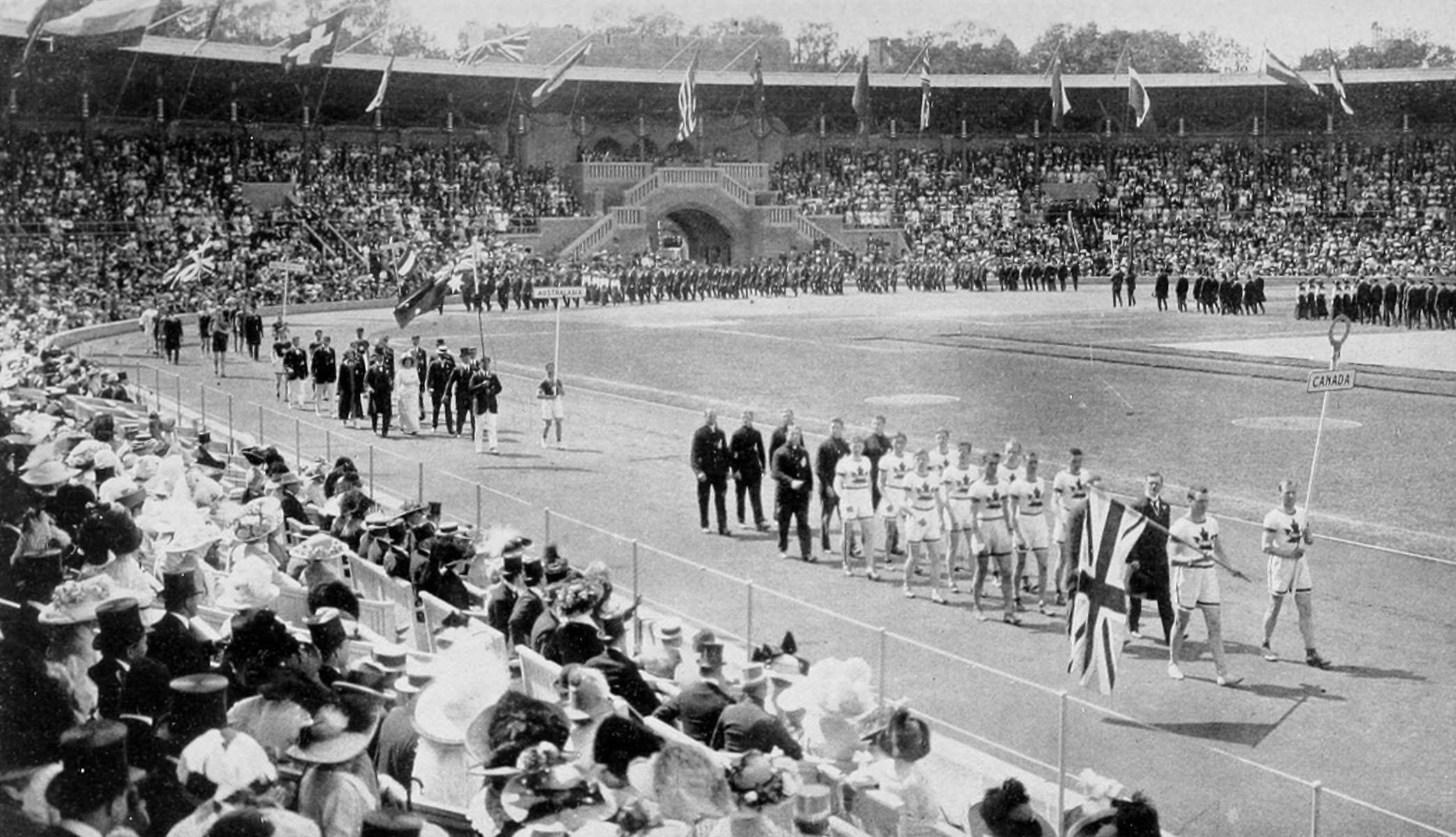
Сборная Канады на церемонии открытия.

Канада принимала участие в Летних Олимпийских играх 1912 года в Стокгольме (Швеция) в четвёртый раз за свою историю, и завоевала одну бронзовую, три серебряные медали.

## Медалисты
| Медаль  | Спортсмен       | Вид спорта           | Дисциплина                     |
| ------- | --------------- | -------------------- | ------------------------------ |
| Золото  | Джордж Гулдинг  | Лёгкая атлетика      | Мужчины, ходьба 10 км          |
| Золото  | Джордж Ходгсон  | Плавание             | Мужчины, 400 м вольным стилем  |
| Золото  | Джордж Ходгсон  | Плавание             | Мужчины, 1500 м вольным стилем |
| Серебро | Келвин Бриккер  | Лёгкая атлетика      | Мужчины, прыжки в длину        |
| Серебро | Дункан Джиллис  | Лёгкая атлетика      | Мужчины, метание молота        |
| Бронза  | Фрэнсис Люкмэн  | Лёгкая атлетика      | Мужчины, пятиборье             |
| Бронза  | Уильям Холпенни | Лёгкая атлетика      | Мужчины, прыжки с шестом       |
| Бронза  | Эверард Батлер  | Академическая гребля | Мужчины, одиночки              |

## Результаты соревнований

### Академическая гребля
Олимпийские соревнования по академической гребле проходили с 17 по 19 июля в центре Стокгольма в заливе Юргоргдсбруннсвикен. В каждом заезде стартовали две лодки. Победитель заезда проходил в следующий раунд, а проигравшие завершали борьбу за медали. Экипажи, уступавшие в полуфинале, становились обладателями бронзовых наград.
Мужчины
| Соревнование | Спортсмены     | Первый раунд                | Четвертьфинал        | Полуфинал            | Финал                | Место |
| Соревнование | Спортсмены     | Соперник / Результат        | Соперник / Результат | Соперник / Результат | Соперник / Результат | Место |
| ------------ | -------------- | --------------------------- | -------------------- | -------------------- | -------------------- | ----- |
| одиночки     | Эверард Батлер | FINА. Хаглунд В восемь длин | DENМ. Симонсен В DNS | GBRУ. Киннир П +4,0  | завершил выступление | 3     |